# Kanzel (Fougères)

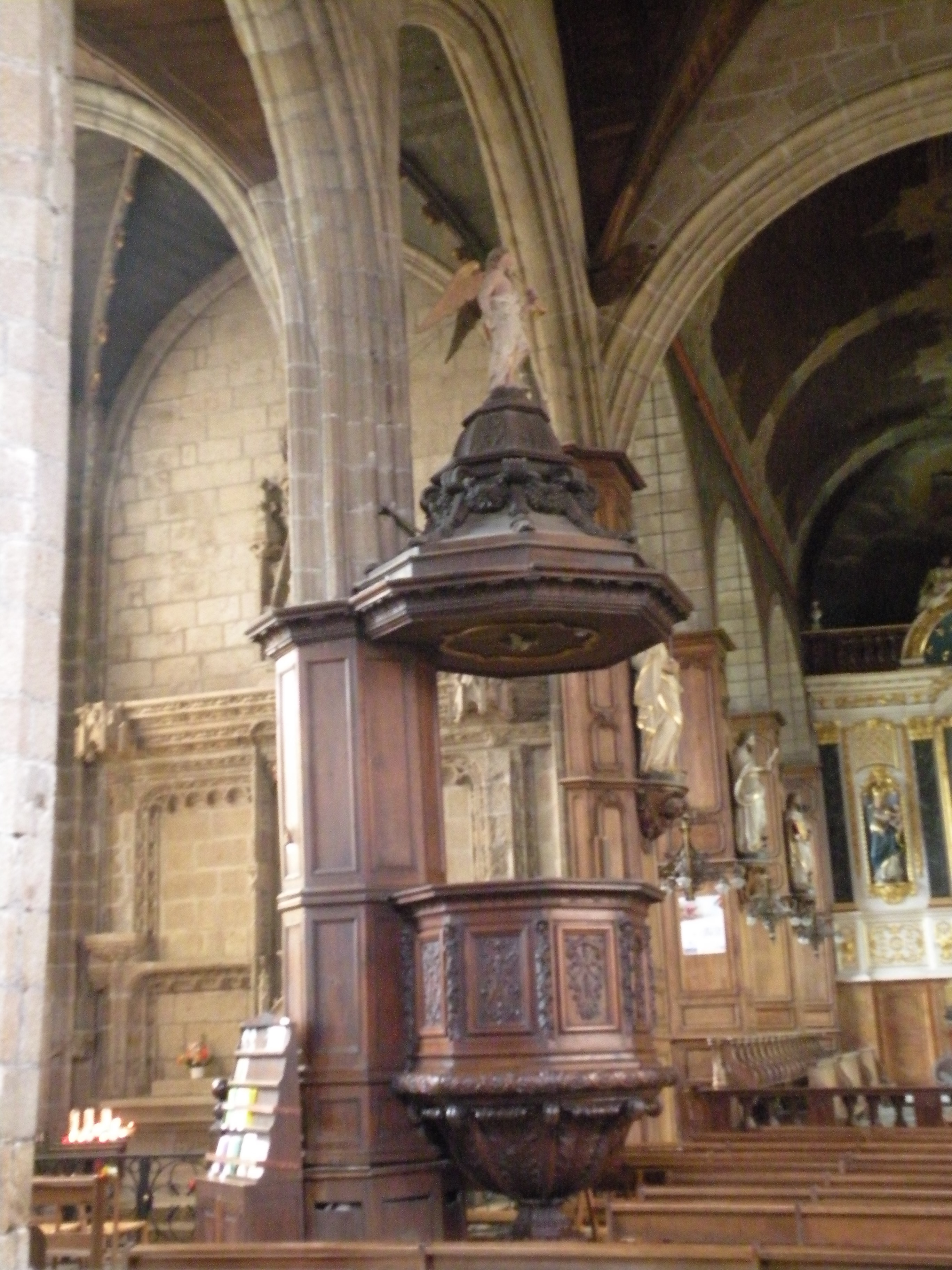
Kanzel in Fougères

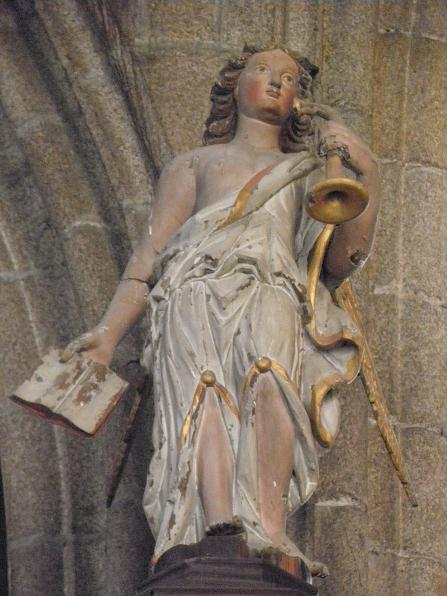
Tubaengel auf dem Schalldeckel

Die Kanzel in der katholischen Kirche St-Sulpice in Fougères, einer französischen Gemeinde im Département Ille-et-Vilaine in der Region Bretagne, wurde zwischen 1731 und 1735 geschaffen. 
Die Kanzel wurde 1965 als Monument historique in die Liste der geschützten Objekte (Base Palissy) in Frankreich aufgenommen.
Die hölzerne Kanzel wurde von Chesnel geschaffen. Der Schalldeckel, der rundum durch einen Fries geschmückt ist, wird von einem Tubaengel bekrönt. 
Der polygonale Kanzelkorb ist mit pflanzlichen Motiven wie Akanthus geschmückt. Die hölzerne Treppe windet sich um die Säule, an der die Kanzel befestigt ist.